# Camille Fournier
Pour les articles homonymes, voir Fournier.
Camille Fournier, née le 27 août 1905 à Genève et morte le 21 septembre 1989 à Lausanne, est une actrice suisse.

## Biographie
Faisant carrière principalement en France, Camille Fournier contribue ainsi à plusieurs films français, dont Le Destin fabuleux de Désirée Clary de Sacha Guitry (1942, avec le réalisateur et Gaby Morlay), Si tous les gars du monde de Christian-Jaque (1956, avec André Valmy et Jean Gaven) et Le Gentleman d'Epsom de Gilles Grangier (1962, avec Jean Gabin et Louis de Funès).
Elle apparaît aussi dans deux films suisses, dont Le Troisième Cri d'Igaal Niddam (1974, avec Jacques Denis et Christine Fersen), où elle tient son dernier rôle au grand écran.
Par ailleurs actrice de doublage, elle participe notamment aux versions françaises de Buffalo Bill de William A. Wellman (1944, voix de Maureen O'Hara) et Ulysse de Mario Camerini (1954, voix de Silvana Mangano).
À la télévision (française majoritairement), elle collabore à des séries et téléfilms entre 1956 et 1981, dont Énigmes de l'histoire (deux épisodes, 1957) et les feuilletons L'Âge heureux (1966) et Les Dernières Volontés de Richard Lagrange (sept épisodes, 1972).
Active également au théâtre, Camille Fournier joue entre autres à Paris, où l'on peut citer Le Misanthrope et l'Auvergnat d'Eugène Labiche, Paul Siraudin et Lubize (1942, avec Edmond Beauchamp et Jacques Dufilho, Théâtre de l'Atelier), La Puce à l'oreille de Georges Feydeau (1952, avec Albert Rémy et Marthe Mercadier, Théâtre Montparnasse) et Un mari idéal d'Oscar Wilde (1955, avec Jean Berger et Éléonore Hirt, Théâtre de l'Œuvre).

## Filmographie partielle

### Cinéma

#### Actrice
(films français, sauf mention contraire)
- 1938 : Un fichu métier de Pierre-Jean Ducis : la comtesse d'Eguzon
- 1942 : Le Destin fabuleux de Désirée Clary de Sacha Guitry : Julie Bonaparte
- 1949 : Interdit au public de Fred Pasquali : Lucienne
- 1956 : Si tous les gars du monde de Christian-Jaque : la mère de Benj
- 1958 : La Moucharde de Guy Lefranc : rôle non spécifié
- 1959 : La Verte Moisson de François Villiers : Mme Guerbois
- 1962 : Le Gentleman d'Epsom de Gilles Grangier : Thérèse, sœur de Richard
- 1970 : Le Fou de Claude Goretta (film suisse) : Jeanne Plond
- 1974 : Le Troisième Cri d'Igaal Niddam (film suisse) : Mme Armand

#### Actrice de doublage
- 1944 : Buffalo Bill de William A. Wellman : voix de Maureen O'Hara
- 1947 : Le Miracle sur la 34e rue (Miracle on 34th Street) de George Seaton : voix de Maureen O'Hara
- 1950 : C'étaient des hommes (The Men) de Fred Zinnemann : voix de Victoria Horne
- 1953 : Fille dangereuse (Bufere) de Guido Brignone : voix de Carla Del Poggio
- 1954 : Ulysse (Ulisse) de Mario Camerini : voix de Silvana Mangano
- 1954 : Théodora, impératrice de Byzance (Teodora imperatrice di Bisanzio) de Riccardo Freda : voix de Gianna Maria Canale
- 1955 : La Colline de l'adieu (Love Is a Many-Splendored Thing) d'Henry King : voix de Virginia Gregg

### Télévision
(télévision française, sauf mention contraire)

#### Séries télévisées
- 1957 : En votre âme et conscience, épisode L'Affaire Landru de Jean Prat : rôle non spécifié
- 1957 : Énigmes de l'histoire, épisode 9 Le Chevalier d'Éon (la tsarine Elisabeth) et épisode 10 Un nommé Charles Naundorf, réalisés par Stellio Lorenzi
- 1960 : La caméra explore le temps, saison 3, épisode 2 Le Drame des poisons de Stellio Lorenzi : Madame de Maintenon
- 1966 : L'Âge heureux, feuilleton : Mlle Pigeon
- 1972 : Les Dernières Volontés de Richard Lagrange, feuilleton (7 épisodes) : Thérèse
- 1974 : Les Enfants des autres, série télévisée de Louis Grospierre : une dame âgée

#### Téléfilms
- 1956 : Virage dangereux de Stellio Lorenzi : Mlle Mockridge
- 1967 : Un auteur à succès de Roland-Bernard : Hélène
- 1974 : Les Enfants des autres, série télévisée de Louis Grospierre : la dame agée
- 1977 : Moi, exilée de Pierre Koralnik (téléfilm suisse) : la grand-mère

## Théâtre (sélection)
(pièces jouées à Paris, sauf mention contraire)
- 1932 : La Colombe poignardée de Gaston Sorbets (Théâtre de la Comédie, Genève) : Marie-Marguerite
- 1933 : Le Messager d'Henri Bernstein (Théâtre du Gymnase) : Pierrette
- 1942 : Le Misanthrope ou l'Auvergnat d'Eugène Labiche, Paul Siraudin et Lubize (Théâtre de l'Atelier) : rôle non spécifié
- 1949 : La Soif d'Henri Bernstein (Théâtre des Ambassadeurs) : Madeleine Rony
- 1952 : La Puce à l'oreille de Georges Feydeau, mise en scène de Georges Vitaly (Théâtre Montparnasse) : Lucienne Homenides de Histangua
- 1952 : L'Amant de madame Vidal de Georges Berr et Louis Verneuil, mise en scène de ce dernier (Théâtre Antoine) : Françoise Charny
- 1953 : Kean ou Désordre et Génie d'Alexandre Dumas, version révisée de Jean-Paul Sartre, mise en scène de Pierre Brasseur, décors et costumes d'Alexandre Trauner (Théâtre Sarah-Bernhardt) : Amy
- 1955 : Un mari idéal d'Oscar Wilde, mise en scène de Jean-Marie Serreau (Théâtre de l'Œuvre) : Lady Markby
- 1957 : Romanov et Juliette de Peter Ustinov, adaptation de Marc-Gilbert Sauvajon, mise en scène de Jean-Pierre Grenier (Théâtre Marigny) : Beulah Moolsworth
- 1958 : L'Étonnant Pennypacker de Liam O'Brien, adaptation de Roger Ferdinand, mise en scène de Jean-Pierre Grenier (Théâtre Marigny) : la tante Jane Pennypacker
- 1959 : Le Vison à cinq pattes de Peter Coke, adaptation de Constance Coline, mise en scène de René Dupuy (Théâtre Gramont) : Béatrice Ponsard
- 1959 : Les Écrivains de Michel de Saint Pierre et Pierre de Calan, mise en scène de Raymond Gérôme (Théâtre des Mathurins) : Yvonne
- 1961 : La Saint-Honoré de Robert Nahmias, mise en scène de Guy Lauzin (Théâtre des Nouveautés) : Émilie
- 1962 : Les Cailloux de Félicien Marceau, mise en scène d'André Barsacq (Théâtre de l'Atelier) : Iolanda Satriano
- 1963 : Les Officiers de Jacob Lenz, adaptation d'Alice Leroi et Jacqueline Moatti, musique de scène de Jean Wiener (Théâtre Récamier) : rôle non spécifié
- 1963 : Bonsoir Madame Pinson d'Arthur Lovegrove, adaptation d'André Gillois et Max Régnier, mise en scène de Jean-Paul Cisife (Théâtre de la Porte-Saint-Martin) : Mme Fordier
- 1964 : Les Ailes de la colombe de Christopher Taylor, d'après le roman éponyme d'Henry James, adaptation de Jean-Louis Curtis, mise en scène de Michel Fagadau (Théâtre des Mathurins) : Maud Lowder